# سیدان (قفقاز)
سیدان (به ترکی آذربایجانی: Seyidan) یک منطقهٔ مسکونی در جمهوری آذربایجان است که در شهرستان سالیان واقع شده‌است. سیدان ۸۷۸ نفر جمعیت دارد.